# いわきマリンタワー
いわきマリンタワーは、福島県いわき市小名浜下神白の三崎公園の施設の一つの展望塔。塔の高さは59.99メートル、展望室の高さは47メートルだが、岬に立地しているので展望室は海抜106メートルの高さにある。
屋上の「スカイデッキ」からは、太平洋やいわき市一円を360度のパノラマで一望することができる。

## 営業時間
- 9時から17時まで（ただし入場は16時30分まで）[4]

## 休日
- 毎月第3火曜日および1月1日（ただし第3火曜日が国民の祝日等にあたる時はその翌日）[4]

## 入館料金
- 個人 一般330円 中高大生220円 小学生170円[4]
- 団体（20名以上） 一般280円 中高大生170円 小学生110円

## アクセス
- 常磐自動車道いわき湯本インターチェンジより車で約20分、またはいわき勿来インターチェンジより車で約25分。